# إيفور ديفيز
إيفور ديفيز (بالإنجليزية: Ivor Davies)‏ هو رسام بريطاني، ولد في 1 نوفمبر 1935 في Treharris ‏ في المملكة المتحدة.